# Генна гармата
Генна гармата — шприцеве обладнання для введення ДНК в цитоплазму клітини. Він «стріляє» наночастинку, покриту ДНК, у клітину. Потрапивши всередину цитоплазми, ДНК інтегрується випадковим чином у хромосому — хазяїн[уточнити] через механічні форми як рекомбінація.
| ДНК | Це незавершена стаття з генетики. Ви можете допомогти проєкту, виправивши або дописавши її. |